# Fábio Alexandrino de Carvalho Reis
Fábio Alexandrino de Carvalho Reis (Cantanhede, 13 de outubro de 1815 — Rio de Janeiro, 26 de fevereiro de 1890) foi um político brasileiro. Filho de António José dos Reis e de dona Anna Rosa de Carvalho Reis.
Foi presidente da província do Pará, de 12 de maio a 8 de agosto de 1860, além de ser inspetor da alfândega paraense por dez anos (1853 - 1863).
É pai do engenheiro e urbanista Aarão Reis.